# Njáls saga

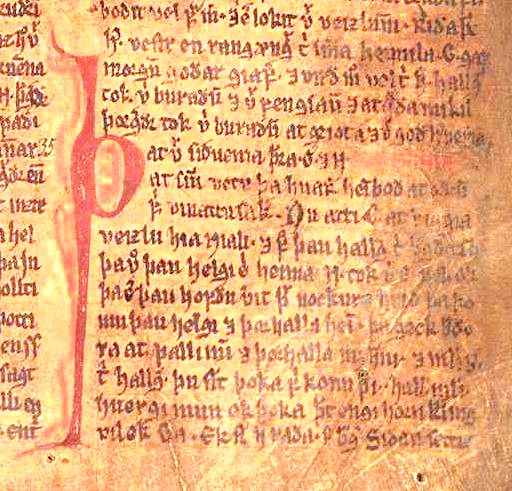
Egy részlet a mű egy korai másolatából

A Njáls saga vagy röviden Njála a legismertebb izlandi saga. A 13. század végén írták le először, és jól mutatja hatását az izlandiak körében, hogy korai kéziratainak száma szokatlanul nagy, és az évszázadok folyamán újabb és újabb átiratok keletkeztek.

## Története
Jóllehet a 17. és 18. században bizonyítottan több tudós is foglalkozott a kézirattal történelmi forrásként, nyomtatásba mégis csak 1772-ben került először: Olavus Olavius izlandi diák adta ki Koppenhágában. Valódi felfedezésére pedig egészen a 19. századig várni kellett: csak a német romantika és a népi irodalom újra felfedezése nyitotta meg számára az utat.

## Magyarul
- Vikingfiak. Az izlandi Njaudl-történet, 1-2.; ford., bev., jegyz. Bernáth István; Szépirodalmi, Bp., 1965 (Olcsó könyvtár)
- Kopasz Grím-fia Egill / A fölperzselt tanya. Két izlandi saga a 13. századból Bernáth István fordításában és jegyzeteivel; ford. Bernáth István; Tóni Túra Utazási Iroda, Bp., 1995
- Brennu-Njáls saga. A fölperzselt tanya története. Egy 1280-1290 körül borjúbőrpergamenre írt, majd később 60-70 pergamen- és papírkódexbe is lemásolt saga; ford., jegyz. Bernáth István, bev. Voigt Vilmos; Corvina, Bp., 2017 (Északi források)